# Mönsterås
Mönsterås è una cittadina della Svezia meridionale, capoluogo del comune omonimo, nella contea di Kalmar; nel 2005 aveva una popolazione di 4 744 abitanti, su un'area di 3,94 km².

## Amministrazione

### Gemellaggi
- Lehrte